# EXまにあっくす
『EXまにあっくす』（イーエックスまにあっくす）は、2016年12月から2017年5月までテレ朝チャンネル2で月に1回18時から21時（第6回のみ19時から22時）に放送されていた「幻の作品」を紹介する番組。その後、2018年3月に6時間半（12時から18時半まで）のスペシャルが放送され、同年10月から12月にかけて3回放送された。

## 概要
円谷プロダクション作品を中心に、再放送やソフト化、ネット配信などの機会に恵まれず、一般視聴が困難な「幻の作品」をHDリマスター版などで放送するというコンセプトの番組である。作品本編の放送の前後に番組案内人の塚地武雅とフィギュア姿のヘドロ怪獣ザザーン（第8回～第10回はこけし）によるトークコーナーがあった。特に、番組の終盤の「EXまにあっくすとーく」では視聴者からのリクエストが紹介され、サルベージ（作品の収められたフィルムまたはビデオの捜索）作業の進捗状況が報告された。
なお、番組タイトルのEXは番組中のテロップによると、EXTRA（特別な 規格外の）、EXPERT（熟練家 専門家）、EXPERIENCE POINT（経験値）、EXTREME（極端な）、EXHIBITION（展覧会）、EXTINCT（絶滅）という意味がある。

## スタッフ
- 企画、構成 - 酒井健作
- 参考文献 - 円谷プロ怪奇ドラマ大作戦（洋泉社）
- 演出 - 双津大地郎
- プロデューサー - 前田健太郎（1回 - 6回、8回 - ）、上田航平（7回）、柴田裕正、米村宏
- 企画協力 - 円谷プロダクション（8回 - ）
- 制作協力 - 円谷プロダクション（1回 - 7回）
- 制作 - イースト・エンタテインメント（1回 - 6回）、イースト・ファクトリー（7回 - ）
- 制作著作 - テレビ朝日

## 音楽
オープニングテーマ
『恐怖劇場アンバランス』のオープニングテーマ曲
エンディングテーマ
「永遠という瞬間<とき>の中で」（1-6回、8回- ）
作詞、作曲、歌：松田樹利亜
（『サイバー美少女テロメア』のエンディングテーマ曲）
「じゃあね」（7回）
作詞：秋元康、作曲：高橋研、編曲：佐藤準、歌：おニャン子クラブ
（『ザ・サムライ』のエンディングテーマ曲）
挿入曲
『帰ってきたウルトラマン』の「ワンダバ」
EXまにあっくすとーくのBGMとして使われた。

## 放送リスト
| 放送回                                                   | 放送日         | 放送作品 | 特記事項               |
| -------------------------------------------------------- | -------------- | --- | ---------------------- |
| 第1回                                                    | 2016年12月25日 | 土曜ワイド劇場より「怪奇！巨大蜘蛛の館」（1978年8月26日放送） 『サイバー美少女テロメア』第1話・第2話 |                        |
| 第2回                                                    | 2017年1月15日  | 土曜ワイド劇場より「白い手美しい手呪いの手」（1979年8月4日放送） 『サイバー美少女テロメア』第3話・第4話 |                        |
| 第3回                                                    | 2017年2月26日  | 土曜ワイド劇場より「怨霊！あざ笑う人形 危険な未亡人」（1980年8月2日放送） 『サイバー美少女テロメア』第5話・第6話 |                        |
| 第4回                                                    | 2017年3月26日  | 土曜ワイド劇場より「怪奇！金色の眼の少女」（1980年12月27日放送） 『サイバー美少女テロメア』第7話・第8話 |                        |
| 第5回                                                    | 2017年4月29日  | 土曜ワイド劇場より「眼の中の悪魔」（1984年8月11日放送） 『サイバー美少女テロメア』第9話・第10話 |                        |
| 第6回                                                    | 2017年5月26日  | 土曜ワイド劇場より「呪いのマネキン人形」（1984年8月18日放送） 『サイバー美少女テロメア』第11話 | 三輪ひとみがゲスト出演 |
| 第7回 EXまにあっくす 特濃 ～帰ってきたザザーンさん～     | 2018年3月10日  | 火曜サスペンス劇場より「乱れからくり ねじ屋敷連続殺人事件」（1982年3月23日放送） 『ウルトラマンM730 ウルトラマンランド』第5話・第55話・第70話 月曜ドラマランドより「ザ・サムライ」（1986年2月24日放送） 『アニメちゃん』 時代劇スペシャルより「悪霊桜子姫」（1982年9月3日放送） 『AM3:00の恐怖』第2話「僕の影に…」、「雨宿り」（未放送分） | 金子修介がゲスト出演   |
| 第8回 平成最後のEXまにあっくす～濃ゆいの集めました～     | 2018年10月21日 | 『ムーンスパイラル』全4話（1996年5月7日～21日放送／第4話はLD・ビデオのみ） 『装甲巨人ガンボット 危うし！あべのハルカス』テレビ大阪版 第1話・第2話（2014年11月7日・14日放送） |                        |
| 第9回 平成最後のEXまにあっくす～濃ゆいの集めました～ #2  | 2018年11月25日 | 土曜ワイド劇場より「吸血鬼ドラキュラ神戸に現わる～悪魔は女を美しくする」（1979年8月11日放送） 『装甲巨人ガンボット 危うし！あべのハルカス』テレビ大阪版 第3話（2014年11月28日放送） |                        |
| 第10回 平成最後のEXまにあっくす～濃ゆいの集めました～ #3 | 2018年12月8日  | 火曜サスペンス劇場より「二人の女」（1983年12月27日放送） 『装甲巨人ガンボット 危うし！あべのハルカス』テレビ大阪版 最終話（2014年12月5日放送） |                        |

## 放送未定作品
番組中ではまだ放送されていないが、サルベージの対象となった作品としては以下のものがある。

### サルベージ済み放送未定作品
- 東海テレビドラマの『君待てども』、『殺さないで!』、『満天の星』
- 土曜ワイド劇場（ABC製作）より『赤い蛍は血の匂い』（1986年2月15日放送）、『ご主人を殺してあげます』（1990年1月20日放送）

### サルベージ中放送未定作品
- 火曜サスペンス劇場より『猫に憑かれた花嫁』（1987年8月4日放送）
- 傑作推理劇場より『魔少年』（1980年7月21日放送）、『死ぬより辛い』（1981年8月17日放送）
- 『藤子不二雄の夢カメラ』連続ドラマ版（1988年2月25日から3月24日まで放送）
- 『怪獣マリンコング』（1960年放送[2]）

### その他視聴者からのリクエストがあった作品
- 土曜ワイド劇場より『悪魔の花嫁　呪われた百物語』（1980年7月26日放送、大映制作）、『鱶女』（1980年8月9日放送、東宝制作）、『幽霊に抱かれた女』（1980年8月16日放送、東宝制作）、『海底の死美人』（1980年8月30日放送、大映制作）
- 『水の記憶　MEMORY OF WATER』（1991年8月18日にTBSで放送）
- 『妖術武芸帳』（1969年にTBS系列で放送、東映製作[3]）
- 『ぼくら野球探偵団』（1980年放送[4]）
- 『ウルトラマンネオス』（1995年放送）のパイロット版[5]
- 火曜サスペンス劇場より『可愛い悪魔』（1982年8月10日放送）、『麗猫伝説』（1983年8月30日放送[6]　）
- 『ウルトラマンリブット』（マレーシアの番組『ウピンとイピン』で登場）